# Pawłowiczki (przystanek kolejowy)
Pawłowiczki – nieczynny przystanek kolejowy położony we wsi Chrósty niedaleko Pawłowiczek.

## Historia
Stacja Pawłowiczki przed 1945 rokiem nosiła nazwę Gnadenfeld. Od 1898 do 2004 istniała jako stacja pasażerska, a od 2004 do 2005 przystanek osobowy. Po 2005 odbywa się tutaj tylko ruch towarowy.